# João 20

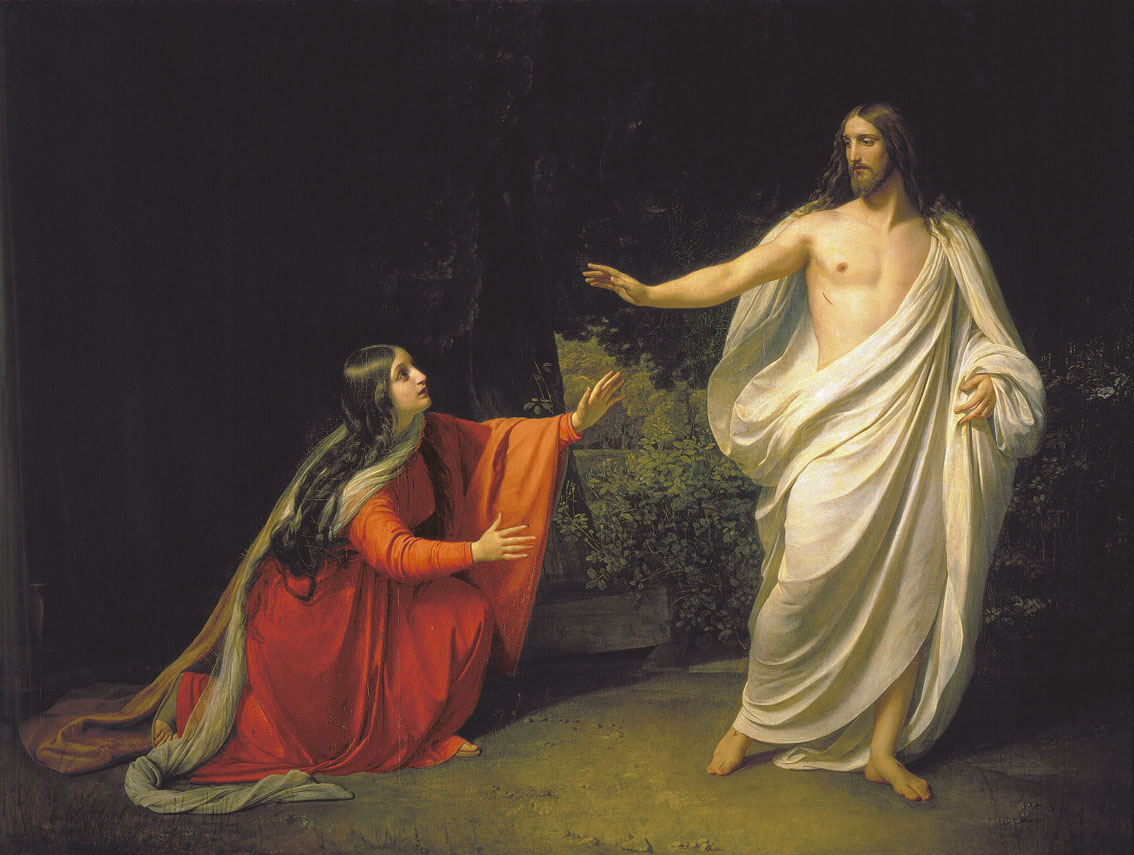
Noli me tangere, a aparição de Jesus a Maria Madalena depois da ressurreição, é um evento que só aparece em João.
1835. Por Alexander Andreyevich Ivanov, atualmente em localização desconhecida.

João 20 é o vigésimo capítulo do Evangelho de João no Novo Testamento da Bíblia. Ele relata a história da ressurreição de Jesus e de suas aparições posteriores. Logo no início, João conta que Maria Madalena foi ao túmulo de Jesus e o encontrou vazio. Jesus aparece para ela, conta que ressuscitou e pede que ela conte aos seus discípulos. Logo depois, ele próprio aparece para eles. Este capítulo é, aparentemente, a conclusão do Evangelho de João, mas é seguido por um outro capítulo que a maior parte dos estudiosos modernos acredita ser uma adição posterior. Os eventos relatados são descritos de forma algo diferente em Mateus 28, Marcos 16 e Lucas 24.

## Análise
Este capítulo está dividido em três seções bem distintas. João 20:1–18 descreve os eventos no túmulo vazio de Jesus e sua aparição para Maria Madalena, um episódio conhecido como Noli me tangere ("Não me toques"). João 20:19–29 conta sobre as aparições de Jesus aos seus discípulos, inclusive o famoso episódio da Dúvida de Tomé.
Finalmente, os dois últimos versículos (João 20:30–31) tratam do autor do Evangelho de João e o motivo pelo qual ele o escreveu:
| “ | «Jesus fez na presença dos discípulos muitos outros sinais, que não estão escritos neste livro; estes, porém, estão escritos para que creiais que Jesus é o Cristo, o Filho de Deus, e para que, crendo, tenhais vida em seu nome.» (João 20:30–31) | ” |

Alguns autores subdividem a primeira seção em dois episódios: o encontro do túmulo vazio por Pedro e o "discípulo amado" e a aparição de Jesus à Maria.
Há diversas inconsistências neste capítulo, internas em seu próprio relato e externas na comparação com o relato dos evangelhos sinóticos. Brown propôs a tese de que ele seria o resultado da fusão de duas fontes diferentes. Uma conteria originalmente os versículos 1 e 11 a 18, descrevendo a visita de Maria Madalena ao túmulo. Esta informação só aparece em João. Outra traria os versos 3 a 10 e de 19 até o final, lidando com os discípulos e muito mais parecida com o relato dos sinóticos. Para os que duvidam que o "discípulo amado" foi o autor de João, esta porção é nada mais que o relato dos sinóticos reescrito para que pareça um testemunho ocular. A porção sobre Maria Madalena, por outro lado, só pode ter se baseado em fontes que apenas João teve acesso.
Dodd afirma que a crucificação é o clímax da estrutura narrativa de João e argumenta que este capítulo foi escrito como o dénouement e conclusão. Alguns estudiosos argumentam que João 21 parece deslocado e que João 20 seria o capítulo final original da obra.

## Manuscritos
- Papiro 5 - 20:9-19; 20:19-26
- Uncial 0100 - 20:26-27; 20:30-31